# 多川幾造
多川 幾造（たがわ いくぞう、1862年2月18日〈文久2年1月20日〉- 1943年〈昭和18年〉7月2日）は、日本の教育者、聖職者。平安女学院院長（校長）、日本聖公会の聖職者・司祭。立教大学が築地から池袋に移転する際には、会計責任者として押川方義（東北学院創設者、前・東北学院院長）とともに校地の購入交渉を行った。

## 人物・経歴
大阪、京都にて
現在の大阪府岸和田市で生まれた。1883年（明治16年）に米国聖公会のテオドシウス・ティングより受洗し、大阪・英和学舎（立教大学の前身の一つ）でティングの薫陶を受け、1887年（明治20年）より、関西を中心として伝道師・牧師として働く。
1892年（明治25年）、大阪の川口居留地で米国聖公会が運営する照暗女学校（St.Agnes' School）を京都に移転することが決定し、京都府より「私立照暗女学校」の設立認可を受ける。
1893年（明治26年）2月14日、聖公会小川講義所（京都市上京区今出川下ル針屋町）を設立し、布教の任にあたる。
校長候補の津田梅子に代わり平安女学院の校長を務める
1894年（明治27年）4月、照暗女学校が京都に移転して平安女学院へ改称されて開校する。平安女学院の院主（校長）は多川幾造、外国人校長にグリング、教頭は田村邦太郎が務める。同校教師・生徒は聖公会小川講義所の礼拝に出席した。平安女学院の開校に伴って照暗女学校は閉鎖し、女生徒全員を東京の立教女学校へ移した。
翌1895年（明治28年）4月に平安女学院は開校式を行う。
また、上述の大阪から京都への学校移転にあたって、ジョン・マキム（日本聖公会主教）によって新しい校長として津田梅子を迎えることが決まったが、文部省から許可が下りずに実現せず、代わって多川幾造が校長となった経緯があった。津田は、学校の再建案にたいへん興味を示し、華族女学校の辞職を文部省が認めてくれればという条件で校長就任を受諾したが、文部省が認めなかったため、適当な校長を得るまで開校を延期することとなった。加えて、新校の寄宿舎は完成したが、学校の本館の建設は、政府が居留地外に外国資産を認めることが確かになるまで延期することになった。しかし議会が解散して状況が好転し、校舎の完成を急ぐこととなった。

マキムが津田梅子を校長に招聘しようとしたのは、1890年（明治23年）に教育勅語が発布した後、日本が国家主義体制へ傾いていく状況下で、平安女学院がキリスト教の布教を超えて、英語教育に積極的に注力する学校への移行を模索した顕れであり、津田の名声を借りてキリスト教に対する世間の反発をかわしたい考えもあった。
東京にて
1901年（明治34年）より東京・聖三一教会（立教教会）の牧師（1902年より司祭）として築地で働く。また、1901年（明治34年）に、ルドルフ・トイスラーが築地に聖路加病院が開院すると、多川は週に1回病院に出向いて入院患者のために説教を行った。
1910年（明治43年）1月に、米国聖公会は築地の立教大学の移転先として池袋に1万7千坪の校地を購入したが、その際に地主から実際の買い取りにあたったのが、押川方義（東北学院創設者、前・東北学院院長）と、日本聖公会の会計責任者を務めていた多川幾造であった。
その他
1927年（昭和2年）9月には、元田作之進（前・立教大学学長）とともに、満洲国大連に渡航して講演を行った。

## 主な著作
- 『改造の経緯』岩瀬書店 1920年
- 『故元田監督を偲ぶ』

## 家族
- 妹・多川ハル - 大塚文藏（大塚惟明の弟）の妻[15]